# Johannes Anderegg

Johannes Anderegg (rechts) und Georges Fischer, 1996

Johannes Anderegg (* 3. Juni 1938 in St. Gallen) ist ein Schweizer Germanist und Literaturwissenschaftler.

## Leben
Anderegg studierte von 1957 bis 1964 Germanistik, Anglistik und Kunstgeschichte an den Universitäten München, Cambridge (GB) und Zürich. 1964 wurde er an der Universität Zürich zum Dr. phil. promoviert.
Nach Tätigkeiten als Hauptlehrer am Gymnasium Winterthur (1966–1967) und Wissenschaftlicher Assistent an der Universität Göttingen (1967–1971) hatte er von 1971 bis 1978 eine Professur für Germanistik/Literaturwissenschaft an der Universität-Gesamthochschule Kassel inne, deren Gründungsbeirat er von 1972 bis 1974 angehörte.
1978 trat Anderegg eine Professur für deutsche Sprache und Literatur an der Hochschule St. Gallen an, der er von 1986 bis 1990 als Rektor vorstand. Von 1991 bis 1993 war er Vorstand der kulturwissenschaftlichen Abteilung der Hochschule St. Gallen, von 2002 bis 2003 Vorstand der kulturwissenschaftlichen Abteilung der Universität St. Gallen.
Anderegg war Gastprofessor an der Yale University (1977 und 2001), der Universität Konstanz (1980/81), dem Dartmouth College, USA (1992) sowie dem German School Middlebury College (Summer School), USA (1994). 1978 lehnte er eine Berufung an die Yale University ab.
1996 verlieh ihm die Theologische Fakultät der Universität Zürich ein Ehrendoktorat.
Seit 2003 ist er Professor emeritus der Universität St. Gallen.
Anderegg war Präsident des Schweizerischen Instituts für Aussenwirtschaft und Angewandte Wirtschaftsforschung der HSG (SIAW), Mitglied der Revisionskommission für das Alte Testament der Zürcher Bibel, Präsident der Gesellschaft für Schweizerische Kunstgeschichte (GSK), Mitglied von Vorstand und Ausschuss der Schweizerischen Akademie der Geistes- und Sozialwissenschaften (SAGW), Mitglied des Stiftungsrats der Holderbank-Stiftung sowie Mitglied des Herausgeberkreises «Arbeiten zur Geschichte und Wirkung der Bibel».

## Publikationen
- Reflexion zu: Johann Sebastian Bach: Ein feste Burg ist unser Gott. Kantate BWV 80. Rudolf Lutz, Chor und Orchester der J. S. Bach-Stiftung, Dorothee Mields (Sopran), Terry Wey (Altus), Bernhard Berchtold (Tenor), Klaus Mertens (Bass). Samt Einführungsworkshop. DVD. Gallus Media, 2017.[1]
- Goethes Faust lesen. Aisthesis, Bielefeld 2021.
- Lorbeerkranz und Palmenzweig. Streifzüge im Gebiet des poetischen Lobs. Aisthesis, Bielefeld 2015.
- Transformationen. Ueber Himmlisches und Teuflisches in Goethes „Faust“. Aisthesis, Bielefeld 2010.
- Schreibe mir oft! Zum Medium Brief zwischen 1750 und 1830. Vandenhoeck & Ruprecht, Göttingen 2002.
- Sprache und Verwandlung. Zur literarischen Ästhetik. Vandenhoeck & Ruprecht, Göttingen 1985.
- Literaturwissenschaftliche Stiltheorie. Vandenhoeck & Ruprecht, Göttingen 1977, ISBN 3-525-33407-9.
- Fiktion und Kommunikation. Ein Beitrag zur Theorie der Prosa. Vandenhoeck & Ruprecht, Göttingen 1977; 2. Aufl., ISBN 3-525-01103-2.
- Leseübungen. Kritischer Umgang mit Texten des 18.–20. Jahrhunderts. Vandenhoeck & Ruprecht, Göttingen 1970.
- Goethe und die Bibel. Hg. zus. mit Edith Anna Kunz. Deutsche Bibelgesellschaft, Stuttgart 2006, ISBN 3-438-06256-9. (= Arbeiten zur Geschichte und Wirkung der Bibel, (AGWB) Bd. 6.)
- Kulturwissenschaften: Positionen und Perspektiven. Hg. zus. mit Edith Anna Kunz. Aisthesis, Bielefeld 1999, ISBN 3-89528-224-3.
- Wissenschaft und Wirklichkeit. Zur Lage und Aufgabe der Wissenschaften. (Hg.) Vandenhoeck & Ruprecht, Göttingen 1977
- Unterhaltungsliteratur – Zu ihrer Theorie und Verteidigung. Hg. v. Jörg Hienger. Mit Beitr. v. Johannes Anderegg, Jörg Hienger, Kaspar H. Spinner. Vandenhoeck & Ruprecht, Göttingen 1976.